# 언더테일 라스트 브레스
언더테일 라스트 브레스(Undertale Last Breath)는 ZerJox가 제작한 언더테일 팬게임이다. 본래의 라스트 브레스 프로젝트는 2020년 6월 경 챕터 1이 완성된 이후 챕터 2까지 추가로 계획되어 있었으나, 이는 모종의 이유로 인해 중단되었다. 그 후 스프라이트와 대사 일부를 변경한 총 3페이즈 분량의 리마스터 버전 그리고 비공식 출시한 4페이즈를 끝으로 완결되었다.

## 전개
언더테일 세계관에서 플레이어가 몰살을 계속 진행하던 중, 30번째 몰살 때 워터폴에서 이전에 보지 못한 어떤 문을 보고 호기심이 생겨 문을 열고 안으로 들어간다. 그곳에는 누군가 서 있었고, 그것을 건드리려 하자 갑자기 플레이어는 기절하고, 정신을 차렸을 때 그는 이미 밖으로 빠져나간 후였다. 그 플레이어는 밖으로 빠져나간 후 스노우딘에 가서 샌즈를 만난다. 그와 샌즈는 서로 플레이어가 한 행동에 대해 얘기하게 된다.
그렇게 샌즈는 인간이 지금까지 했던 행동을 알게 되고, 샌즈는 이 일을 마지막 숨결을 다해 막기로 한다. 페이즈 1은 원작 샌즈보다 난이도가 더 높으며, 중반부에서는 원작과 다르게 주황색 뼈도 날린다. 또한 도중에 자비를 베풀지 않고 마지막 공격을 한 뒤에 자비를 베푼다. 이 상태로 공격을 하면 반투명한 가스터의 손이 나타나지만 샌즈는 데미지를 입는다.
페이즈 2에서는 공격을 맞았으나 샌즈의 체력은 여전히 0.000001이 남아 있었다. 전투를 할때 공격을 피하지 않고 뼈다귀로 막는 모습을 보여주며, 해당 페이즈부터 화면이 거꾸로 뒤집히거나 90° 회전하는 등 매우 어려워진다. 하지만 마지막 공격에서 결국 지치게 되고 인간이 공격하는 순간 또 다시 가스터의 손이 나타난다. 하지만 이번에는 아예 데미지가 들어가지 않는다. 공격을 해도 아무 효과도 없다.
전투가 시작되기 직전 샌즈의 두개골이 가스터의 두개골처럼 금이 가고 일그러지게 된다. 그리고 뼈다귀로 플레이어의 모든 버튼을 파괴한다. 때문에 페이즈 3 내내 아예 플레이어의 턴 없이 샌즈의 공격을 계속해서 피해야 한다. 화면이 뒤집히거나 회전하는 등 온갖 기괴한 패턴이 등장하나 난이도 자체가 훨신 더 높아졌고, 이때 샌즈의 뒤틀린 스프라이트와 긴장감을 고조시키는 음악 때문에 체감 난이도는 그 이상으로 높다.
이후 샌즈가 지쳐 더 이상 공격을 할 수 없게 됨에 따라 전투가 끝나며, 플레이어의 선택 없이 공격이 가해져 사망한다.

## 기타
플레이어는 샌즈를 살해한 후 나아가 아스고어를 만난다. 하지만 원래 전개와는 달리 갑자기 플라위가 나타나 주인공을 덩굴로 묶어 고정시킨다. 그리고 아스고어는 플레이어의 죄상과 그로 인하여 고통받고 죽어야 했던 괴물들에 대하여 말하고는 플레이어를 죽이게 된다.
이후 결계를 파괴하고 지상으로 나오나, 엔딩에서 바깥으로 나온 것으로 확인된 괴물은 아스고어와 플라위뿐이다. 그러면서 플라위는 덤덤하게 있는 아스고어에게 지상에 올라오는게 목적이 아니였나고 물어본다. 하지만 아스고어는 그런건 더 이상 상관없다고, 이미 수많은 괴물들이 죽었다며 모든것이 자신의 책임임을 인정하고 자신이 휠씬 능동적이였다면 이런일이 벌어지진 않았다며 후회한다.
그러면서 그 해골의 말이 맞았다면서 자신이 너무 우유부단했다며 미리 대책을 준비했어야 했고, 자신은 실패했다고 하면서 지금까지 그 플레이어를 막지 못한것에 대해 후회한다. 그래도 플라위는 상황이 심각하지만 긍정적인 부분을 생각하라면서 드디어 인간을 물리치는데 성공했다며 위로해준다.
그러면서 아스고어에게 전화가 걸려오는데, 전화를 받는 상대는 다름아닌 알피스였고, 아직 살아남은 괴물들이 있다는 암시를 하면서 게임은 끝난다.

## 음악 목록
- 페이즈 1

https://m.youtube.com/watch?v=tm8EyQEO3yo&pp=ygUYTGFzdCBicmVhdGggc2FucyBwaGFzZSAx
- 페이즈 2

https://m.youtube.com/watch?v=oM9GHCuOE50&pp=ygUYTGFzdCBicmVhdGggc2FucyBwaGFzZSAx
- 페이즈 3

https://m.youtube.com/watch?v=PyoSCZLRURs
- 페이즈 4

https://m.youtube.com/watch?v=akPu0sqBm5U&pp=ygUYbGFzdCBicmVhdGggc2FucyBwaGFzZSA0